# Baltimore Colts 1965
La stagione 1965 dei Baltimore Colts è stata la 13ª della franchigia nella National Football League. L'annata si chiuse con un record di 10 vittorie, 3 sconfitte e un pareggio al primo posto della Western Conference alla pari con i Green Bay Packers. Nello spareggio per determinare chi avrebbe affrontato i Cleveland Browns in finale, i Colts furono battuti dai Packers per 13-10.
Nel finale di stagione, i Colts furono costretti a fare giocare come quarterback titolare di emergenza il running back Tom Matte quando Johnny Unitas e Gary Cuozzo subirono due gravi infortuni contro i Chicago Bears e i Green Bay Packers, rispettivamente.

## Roster
| Roster dei Baltimore Colts nel 1965 |
| --- |
| Quarterback - 15 Gary Cuozzo - 19 Johnny Unitas Running Back - 45 Jerry Hill - 33 Tony Lorick - 41 Tom Matte - 24 Lenny Moore Wide Receiver - 82 Raymond Berry - 25 Alex Hawkins - 28 Jimmy Orr - 87 Willie Richardson - 84 Neal Petties SE/WR Tight End - 88 John Mackey - 86 Butch Wilson Offensive Linemen - 77 Jim Parker T - 60 George Preas G/T - 62 Glenn Ressler G - 71 Dan Sullivan G - 52 Dick Szymanski C - 73 Tom Gilburg T/P - 72 Bob Vogel T Defensive Linemen - 81 Ordell Braase DE - 85 Roy Hilton DE - 89 Gino Marchetti DE - 76 Fred Miller DT - 74 Billy Ray Smith Sr. DT - 75 Guy Reese DT Linebacker - 55 Jackie Burkett - 32 Mike Curtis - 35 Ted Davis - 53 Dennis Gaubatz - 66 Don Shinnick - 31 Steve Stonebreaker Defensive Back - 40 Bobby Boyd CB - 30 Alvin Haymond CB - 20 Jerry Logan S - 43 Lenny Lyles CB - 26 Wendell Harris DB/K - 46 Jim Welch S Special Team - 75 Lou Michaels K                                                                    |
| Legenda - I rookie sono in corsivo. - Il primo ruolo è il principale mentre gli eventuali successivi indicano i ruoli secondari. - (IR) sta per Injured Reserve ed indica la lista ristretta per un solo giocatore infortunato che può tornare ad allenarsi dopo la settimana 6 e a rientrare in prima squadra dopo che questa ha giocato 8 partite. - (NF-Inj.) / (NF-Ill.) stanno rispettivamente per Non-Football Injured e Non-Football Illness ed indicano le liste dove viene inserito un giocatore che ha un infortunio o una malattia non dipendente dal football americano. - (PUP) sta per Physically Unable to Perform ed indica la lista dove viene inserito un giocatore mentre è in attesa di recuperare la condizione fisica. Nella stagione regolare dopo la sesta partita giocata dalla propria squadra, il giocatore ha tempo tre settimane per riprendere ad allenarsi, più tre settimane aggiuntive dal suo rientro agli allenamenti per rientrare in prima squadra. |

## Calendario
| Stagione regolare |              |                        |           |        |                          |          |
| Turno             | Data         | Avversario             | Risultato | Record | Stadio                   | Pubblico |
| 1                 | 19 settembre | Minnesota Vikings      | V 35–16   | 1–0    | Memorial Stadium         | 56,562   |
| 2                 | 26 settembre | at Green Bay Packers   | S 17–20   | 1–1    | Milwaukee County Stadium | 48,130   |
| 3                 | 3 ottobre    | San Francisco 49ers    | V 27–24   | 2–1    | Memorial Stadium         | 58,609   |
| 4                 | 10 ottobre   | Detroit Lions          | V 31–7    | 3–1    | Memorial Stadium         | 60,238   |
| 5                 | 17 ottobre   | at Washington Redskins | V 38–7    | 4–1    | D.C. Stadium             | 50,405   |
| 6                 | 24 ottobre   | Los Angeles Rams       | V 35–20   | 5–1    | Memorial Stadium         | 45,827   |
| 7                 | 31 ottobre   | at San Francisco 49ers | V 34–28   | 6–1    | Kezar Stadium            | 45,827   |
| 8                 | 7 novembre   | at Chicago Bears       | V 26–21   | 7–1    | Wrigley Field            | 45,656   |
| 9                 | 14 novembre  | at Minnesota Vikings   | V 41–21   | 8–1    | Metropolitan Stadium     | 47,426   |
| 10                | 21 novembre  | Philadelphia Eagles    | V 34–24   | 9–1    | Memorial Stadium         | 60,238   |
| 11                | 25 novembre  | at Detroit Lions       | P 24–24   | 9–1–1  | Tiger Stadium            | 55,036   |
| 12                | 5 dicembre   | Chicago Bears          | S 0–13    | 9–2–1  | Memorial Stadium         | 60,238   |
| 13                | 12 dicembre  | Green Bay Packers      | S 27–42   | 9–3–1  | Memorial Stadium         | 60,238   |
| 14                | 18 dicembre  | at Los Angeles Rams    | V 20–17   | 10–3–1 | L.A. Memorial Coliseum   | 46,636   |

### Playoff
| Playoff    |                  |                      |             |               |          |
| Turno      | Data             | Avversario           | Risultato   | Stadio        | Pubblico |
| Conference | 26 dicembre 1965 | at Green Bay Packers | S 10–13 DTS | Lambeau Field | 50,484   |

## Classifiche
| NFL Western Conference |    |    |   |      |       |     |     |     |
|                        | V  | S  | P | %    | CONF  | PF  | PS  | STR |
| Green Bay Packers      | 10 | 3  | 1 | .769 | 8–3–1 | 316 | 224 | P1  |
| Baltimore Colts        | 10 | 3  | 1 | .769 | 8–3–1 | 389 | 284 | V1  |
| Chicago Bears          | 9  | 5  | 0 | .643 | 7–5   | 409 | 275 | S1  |
| San Francisco 49ers    | 7  | 6  | 1 | .538 | 6–5–1 | 421 | 402 | P1  |
| Minnesota Vikings      | 7  | 7  | 0 | .500 | 5–7   | 383 | 403 | V2  |
| Detroit Lions          | 6  | 7  | 1 | .462 | 4–7–1 | 257 | 295 | V1  |
| Los Angeles Rams       | 4  | 10 | 0 | .286 | 2–10  | 269 | 328 | S1  |

Nota: I pareggi non venivano conteggiati ai fini della classifica fino al 1972.